# Phylotypisches Stadium
Das phylotypische Stadium (engl.: phylotypic stage) ist ein Entwicklungsstadium während der Embryonalentwicklung bei Tieren, insbesondere bei Wirbeltieren, bei dem sich Embryonen der unterschiedlichen Klassen eines Tierstamms stark ähneln. In diesem Stadium zeigen die verschiedenen Mitglieder eines Tierstammes ein hohes Maß an Übereinstimmung in ihrer Morphologie und inneren Organisation.
Die Ähnlichkeiten während der Embryonalentwicklung wurden erstmals von Karl Ernst von Baer schon früh im 19. Jahrhundert festgestellt und  von Friedrich Seidel in den 1960er Jahren erkannt. Dieses Stadium, bei dem die Körpergrundgestalt mit Neuralrohr, Chorda, Somiten, Schlundtaschen und ventraler Herzschlauch erstmals erkennbar ist, wurde 1983 nach einem Vorschlag des Freiburger Entwicklungsbiologien und Zoologen Klaus Sander „phylotypisches Stadium“ genannt, das heißt, das Stadium, das für einen Tierstamm (Phylum) typisch ist.